# بيض (نجم)
اسمه الإنكليزي Omicron¹ Eridani واسمه التقليدي Beid وهو نجم في كوكبة النهر يبعد تقريبا 125 سنة ضوئية عن الأرض ويبلغ قدره الظاهري 4. 04+ وهو من يتبع للصنف F وتبلغ درجة حرارة سطحه 7100 كلفن ويبلغ لمعانه 28 ضعف ضعف من لمعان الشمس.

## أنطر أيضا
قائمة أسماء النجوم العربية